# 石川潤 (美術家)
石川潤（いしかわ じゅん、1982年 - ）は、日本の美術家。北海道七飯町生まれ。

## 作風
目に見えないミクロの世界と無限の宇宙の世界の二世界のつながり、自己の内面を表現しているという植物的な「ひだ」を繊細に描き続け、吸い込まれそうな宇宙の極大と極小の世界観を表現し続けている。石川は、自身の作品について「ヒダは命と時間を表している。心のヒダをキャンバス上に描きながら命とは何か、自分が生きる理由とは何か、ということを探り、今の社会に自分という存在を訴えかける」と語っている。

## 略歴
- 1982年 北海道七飯町生まれ
- 2007年 第82回道展佳作賞[3]
- 2008年
  - 生涯学習学修士
  - 北海道抽象派作家協会同人その後退会
- 2009年 第84回道展佳作賞[3]（2010年同賞受賞)
- 2016年 上野の森美術館で開かれた「VOCA2016」に「波紋」出品[1][4]
- 2017年 フィンランドのギャラリーNapaで開かれた「Fairly North 2017」に出品[5]
- 2019年 はこだてトリエンナーレ2019に出品、実行委員として中心的に活動

## 主な活動
- 2003年 
  - 北方圏学生美術合同展[3]
- 2005年
  - Art group chicken展（北方園学術情報センター「ボルト」）
  - どこでもアート展（札幌メディアパーク スピカ）
- 2006年
  - 第61回全道展（札幌市民ギャラリー）
  - 第51回新道展（札幌市民ギャラリー）
  - 第81回道展（札幌市民ギャラリー）
- 2007年
  - 06全道展・新道展・道展受賞者入選者展（札幌時計台ギャラリー）
  - 第62回行動展（国立新美術館）
  - 第82回道展移動展（釧路・帯広・北見）
- 2008年
  - 第35回北海道抽象派作家協会春季展（札幌市民ギャラリー）
- 2009年
  - トーキョーワンダーシード2009（トーキョーワンダーサイト渋谷）
  - 第36回北海道抽象派作家協会春季展（札幌市民ギャラリー）
  - All Japan Under 40 Collections in Sapporo（ギャラリーたぴお）
  - 第33回北海道抽象派作家協会秋季展　同人推挙（札幌時計台ギャラリー）
  - 抽象三人展（札幌）[6]
- 2010年
  - 青函美術交流展「アオダテハコ森2010」（青森県立美術館）[7]
  - 損保ジャパン美術財団選抜奨励展（損保ジャパン東郷青児美術館）
  - 第37回北海道抽象派作家協会展（札幌）[8]
- 2011年 
  - 深深（函館、ギャラリー三日月）[9]
- 2012年
  - 函館トリエンナーレ（函館）[2][10]
  - Excessive!過剰化する表現（札幌大通り地下ギャラリー５００ｍ美術館）
  - 道南美術の２１世紀展（北海道立函館美術館）
- 2014年
  - ねこのあしあと展（函館、ギャラリー三日月）[11]
  - 真深深（札幌）[12]
  - 新深深（函館、ギャラリー三日月）
- 2015年 
  - ハルカヤマ藝術要塞2015（小樽）
- 2016年
  - VOCA2016（上野の森美術館）[1][4]
  - 函館十人十色トレインナーレ（函館）[13]
  - 波紋（函館、ギャラリー三日月）[14]
- 2017年 
  - Fairly North 2017（ギャラリーNapa、フィンランド）[5]
- 2019年
  - BankART AIR 2019（横浜、5月31日～6月9日）に大道芸人で写真家紀あさと「旅する芸術祭」名義で参加。傘へのペイント作品などを出品
  - はこだてトリエンナーレ2019（函館など、6月28日～7月21日）の木古内町役場町長室、道南いさりび鉄道夏木立色の濃緑車両(キハ40 1810）内装に作品。実行委員共同代表として 国土交通省より日本鉄道賞特別賞受賞
- 2021年　
  - 石川潤個展「傍らの境界」（大丸札幌店8階美術画廊）
- 2022年　
  - みまのめ展 三岸好太郎美術館
- 2023年　
  - ハコトリ2023  函館美術館にて、メインキュレーターとして展覧会を企画運営、作家としても作品を出品